# RR Caeli
RR Caeli é uma estrela binária na constelação de Caelum. Com base em medições de paralaxe, está localizada a aproximadamente 69,2 anos-luz (21,2 parsecs) da Terra. Foi primeiramente detectada como uma estrela com alto movimento próprio por Willem Jacob Luyten em 1955, recebendo a designação LFT 349. Formada por uma anã branca e uma anã vermelha em uma órbita curta com um período de 7,289 horas, foi descoberta como uma binária eclipsante em 1984. Possui normalmente uma magnitude aparente visual de 14,4, diminuindo seu brilho em 90% por um intervalo de 10 minutos durante o eclipse total da anã branca pela anã vermelha.

## Propriedades
O sistema RR Caeli é formado por uma anã branca e uma anã vermelha que orbitam seu centro de massa comum com um período de 7,289 horas. A órbita é circular (excentricidade zero) e está inclinada em aproximadamente 80° em relação ao plano do céu, permitindo a observação de eclipses mútuos entre as estrelas. O eclipse primário, quando a anã branca é totalmente ocultada pela anã vermelha, é bastante profundo, com uma diminuição de 90% no brilho do sistema, e dura cerca de 10 minutos, com tempos de ingresso e egresso de 110 segundos. O eclipse secundário, quando a anã branca transita o disco da anã vermelha, é muito mais fraco mas detectável com um filtro vermelho, em que possui uma diminuição no brilho de 0,4%. A magnitude do sistema também apresenta variações fora do eclipse em fase com o período orbital, possivelmente causadas por luz refletida e por superfícies distorcidas por força de maré.
O espectro do sistema é o de uma binária espectroscópica de linha dupla, em que são visíveis as linhas espectrais de ambos os componentes. A anã branca domina a região azul do espectro, com fortes linhas de absorção de hidrogênio (série de Balmer) características de uma anã branca de tipo espectral DA, enquanto a região vermelha é dominada pela anã vermelha, que tem um tipo espectral estimado de M4. As variações na velocidade radial de ambos os componentes, junto com a curva de luz do eclipse, permitiram o cálculo direto de massas de 0,45 e 0,18 vezes a massa solar e raios de 0,016 e 0,20 vezes o raio solar para a anã branca e anã vermelha respectivamente, e suas temperaturas efetivas, medidas espectroscopicamente, são de cerca de 7 500 e 3 100 K. A velocidade radial da anã branca apresenta um desvio para o vermelho gravitacional de cerca de 20 km/s, causado pela sua alta gravidade superficial.
A anã vermelha possui rotação sincronizada, o que significa que seu período de rotação é igual ao período orbital, com a mesma face estando sempre virada para a anã branca. É uma estrela altamente ativa, apresentando altos níveis de emissão cromosférica e atividade magnética, e de emissão coronal de raios X. A reconstrução de sua superfície revelou uma grande mancha estelar na região polar, produzida por atividade magnética.
O sistema inicialmente foi formado como um par de estrelas da sequência principal com separação muito maior. Quando a estrela primária, mais massiva, evoluiu para uma gigante vermelha, sua expansão fez com que as camadas externas engolissem a secundária (menos massiva e menos evoluída), formando uma fase de envelope comum. A estrela secundária então transferiu matéria para o envelope comum, perdendo momento angular e ocasionando a aproximação entre as estrelas. Ao fim da fase de gigante vermelha, todo o envelope externo da estrela foi perdido, restando o núcleo denso como uma anã branca. Estima-se que a perda do envelope aconteceu há 870 milhões de anos, que é a idade de esfriamento da anã branca.
As duas estrelas do sistema estão separadas por 1,63 raios solares, estando separadas o bastante para que não haja transferência de matéria significativa entre elas. Mesmo assim, existe acreção do vento estelar da anã vermelha por parte da anã branca, o que é evidenciado por fortes linhas de absorção de metais no espectro da anã branca e por uma alta taxa de emissão de raios X de alta energia pelo sistema. Essa taxa de acreção é estimada em 7 ± 2 ×10−16 massas solares por ano. Devido à perda de momento angular por interações magnéticas, a órbita do sistema está decaindo. No futuro, em cerca de 9 a 20 bilhões de anos, o período orbital do sistema diminuirá para cerca de 2 horas, e a anã vermelha preencherá todo seu lóbulo de Roche e começará a transferir matéria para a anã branca, formando uma binária cataclísmica.

## Sistema planetário
Por causa do baixo tamanho das anãs brancas, o momento dos eclipses para sistemas binários como RR Caeli pode ser determinado com alta precisão. Um diagrama da diferença entre o tempo de eclipse observado e o calculado (diagrama O-C) pode revelar possíveis variações em relação ao modelo de período orbital constante. Tais variações foram primeiramente constatadas em um estudo de 2007, mas com um baixo grau de confiança, e então em um estudo de 2010, sendo variações na atividade magnética da anã vermelha a causa considerada mais provável.
Um estudo de 2012 mostrou que o diagrama O-C de RR Caeli apresenta uma variação cíclica com um período de 11,9 anos e amplitude de 14,3 segundos, que provavelmente é causada pelo movimento orbital da binária eclipsante em relação a um terceiro corpo no sistema. Esse objeto provavelmente é um planeta gigante gasoso com uma massa mínima de 4 vezes a massa de Júpiter, orbitando o par de estrelas com um período orbital de 11,9 anos a uma distância de cerca de 5 UA, sendo um planeta circumbinário.
Além das variações no tempo de eclipse causadas por esse planeta, uma segunda variação no diagrama O-C foi encontrada, uma parábola correspondendo a um aumento no período orbital do sistema de 1,3×10−4 segundos por ano. Essa variação é oposta à esperada por perda de momento angular por interação magnética entre as estrelas, que deveria diminuir o período, então provavelmente é causada por um segundo planeta orbitando as estrelas, mais afastado. Mais observações são necessárias para detectar a natureza periódica dessa variação e confirmar a existência do segundo planeta.
| Planeta | Massa         | Semieixo maior (UA) | Período orbital (anos) | Excentricidade |
| ------- | ------------- | ------------------- | ---------------------- | -------------- |
| b       | >4,2 ± 0,4 MJ | 5,3 ± 0,6           | 11,9 ± 0,1             | 0              |